# Герхард фон Епщайн
Герхард (II) фон Епщайн (на немски: Gerhard von Eppstein; * ок. 1251; † 25 февруари 1305) от род Епщайн, е архиепископ и курфюрст на Майнц (1288 – 1305).

## Живот
Той е син на Готфрид II фон Епщайн († 1272/1278) и съпругата му Елизабет фон Изенбург-Клееберг († 1272), дъщеря на Хайнрих I фон Изенбург († 1227) и Ирмгард фон Бюдинген († сл. 1220). Внук по бащина линия е на Готфрид I фон Епщайн и Изалда фон Вид, дъщеря на граф Дитрих I фон Вид, сестра на Теодерих II фон Вид, архиепископ и курфюрст на Трир (1212 – 1242). Роднина по бащина линия е на архиепископите на Майнц Зигфрид II (1200 – 1230), Зигфрид III (1230 – 1249), Вернер фон Епщайн (1259 – 1284).
Благодарение на зет му, архиепископът на Майнц, Вернер фон Епщайн, Герхард фон Епщайн е приор във Франкфурт, Мюнстермайфелд и на „Св. Петър“ в Майнц между 1253 и 1284 г. През 1285 и 1288 г. той губи два двойни избора. През 1289 г. е избран за архиепископ на Майнц. На 6 март 1289 папа Николай IV го признава за новия архиепископ на Майнц.
Той поддържа през 1292 г. Адолф от Насау в кралските избори против кандидатурата на Албрехт I. Адолф от Насау на 15 юли 1292 г. го прави имперски викар в Тюрингия и хауптман на Земския мир (Landfriede). По-късно той се оттегля от Адолф и участва най-активно в неговото сваляне от кралския трон. Тогава архиепископството Майнц получава големи финансови задължения, той самият става неплатежоспособен и през 1296 г. е отлъчен от църквата.
Герхард е последният от Епщайните архиепископ на Майнц. Той умира на 25 февруари 1305 г. и е погребан в катедралата на Майнц.